# 빛 나는 SOLO
빛 나는 SOLO는 SBS가 제작한 예능 프로그램이다.

## 기획 의도
매력적인 보석남이 되기 위한 트레저의 로맨틱 서바이벌이 지금 시작된다!

## 출연진

### 파트 1
- 트레저 (지훈, 준규, 윤재혁, 아사히, 하루토)
- 김예원
- 유미호
- 이소원
- 이지연

### 파트 2
- 트레저 (최현석, 요시, 도영, 박정우, 소정환)

## 같이 보기
- 나는 SOLO